# ريتشارد باوكهام
ريتشارد جون باوكهام (بالإنجليزية: Richard John Bauckham)‏ (من مواليد 22 سبتمبر 1946)، هو عالم إنجليزي أنجليكاني في اللاهوت واللاهوت التاريخي ودراسات العهد الجديد، متخصص في علم كرستولوجيا العهد الجديد و‌إنجيل يوحنا. وهو باحث كبير في ريدلي هول، كامبريدج.
في عام 2006، نشر باوكهام كتاب يسوع وشهود العيان، الذي وصفه العديد من العلماء (على سبيل المثال بن ويذرينجتون الثالث، صموئيل بيرسكوج، جوديث سي إس ريدمان، إلخ) كنقلة نوعية في دراسة الأناجيل. في هذا الكتاب، يجادل باوكهام بأن الأناجيل الإزائية تستند «إلى حد بعيد» على شهادة شهود عيان، بينما إنجيل يوحنا مكتوب بواسطة شاهد عيان، ضد الإجماع الأكاديمي الحالي على أن الأناجيل الإزائية أقرب إلى شهود العيان وأزال يوحنا. قام باوكهام بتحديث الكتاب وتوسيعه للرد على النقاد في طبعة ثانية نُشرت في عام 2017. كما أن عمله الكلاسيكي، لاهوت سفر الرؤيا، يعتبر من أفضل المقدمات المتاحة للسفر.

## الحياة والوظيفة
وُلِد باوكهام في لندن ودرس في جامعة كامبريدج، حيث قرأ التاريخ في كلية كلير (1966-1972) وكان زميلاً في كلية سانت جون (1972-1975). درّس اللاهوت لمدة عام في جامعة ليدز ولمدة خمسة عشر عاماً في جامعة فيكتوريا (1977-1992)، حيث كان محاضراً في تاريخ الفكر المسيحي قبل الانتقال إلى جامعة سانت أندروز في عام 1992. وهو زميل الأكاديمية البريطانية وزميل الجمعية الملكية في إدنبرة.
كان باوكهام، حتى عام 2007، أستاذ دراسات العهد الجديد وأستاذ الأسقف واردلو في جامعة سانت أندروز. تقاعد منذ ذلك الحين من أجل التركيز على البحث والكتابة، وهو باحث أول في ريدلي هول في كامبريدج، وأستاذ زائر في كلية سانت ميليتوس في لندن.

## مجالات البحث والتدريس
نشر باوكهام في مجموعة متنوعة من المجالات في دراسات العهد الجديد و‌تاريخ المسيحية. وقد نشر أيضاً عن لاهوت اللاهوتي الألماني يورغن مولتمان. تشمل اهتماماته البحثية الحالية يسوع و‌الأناجيل، و‌كرستولوجيا العهد الجديد، وعلاقة الكتاب المقدس بالقضايا البيئية.
ألقى محاضرات في كلية ساروم لعام 2006 حول «ما وراء الوكالة: الكتاب المقدس ومجتمع الخليقة». كما ألقى سلسلة محاضرات في مجلة اللاهوت الاسكتلندية في أبردين حول «الأناجيل كتاريخ: مقارنات مع التأريخ القديم والحديث».

## الجوائز
- جائزة كتاب كريستيانتي تودي في الدراسات الكتابية (2007) لـ يسوع وشهود العيان: الأناجيل كشهادة شهود عيان.
- وسام بوركيت (2008) تقديراً للخدمة الخاصة للدراسات التوراتية.[7]
- جائزة مايكل رامسي (2009) لـ يسوع وشهود العيان: الأناجيل كشهادة شهود عيان.
- جائزة فرانز ديليتش (2010) لـ للعالم اليهودي حول العهد الجديد.